# ATP酶
ATP酶，又称为三磷酸腺苷酶，是一类能将三磷酸腺苷（ATP）催化水解为二磷酸腺苷（ADP）和磷酸根离子的酶，这是一个释放能量的反应。在大多数情况下，能量可以通过传递而被用于驱动其他需要能量的化学反应。这一过程被所有已知的生命形式广泛利用。
部分ATP酶是内在膜蛋白（Integral membrane protein），可以锚定在生物膜上，并可以在膜上移动；这些ATP酶又被称为跨膜ATP酶。

## 功能

钠钾ATP酶的功能图示

跨膜ATP酶可以为细胞输入许多新陈代谢所需的物质并输出毒物、代谢废物以及其他可能阻碍细胞进程的物质。例如，钠钾ATP酶（又称为钠／钾离子ATP酶）能够调节细胞内钠／钾离子的浓度，从而保持细胞的静息电位；氢钾ATP酶（又称为氢／钾离子ATP酶或胃质子泵）可以使胃内保持酸化环境。
除了作为离子交换器，跨膜ATP酶还有其他类别，包括共转运蛋白（co-transporter）和“泵”（也有部分“离子交换器”也被称为“泵”）。这些跨膜ATP酶中，有一些可以造成膜内外电荷的流动，其他的则不行，因此又可以将这些转运蛋白分为生电型（electrogenic）和非生电型。

## 反应机制
与ATP水解反应耦合的转运是一个严格的化学反应，即每分子ATP水解能够使一定数量的溶液分子被转运。例如，对于钠钾ATP酶，每分子ATP水解能够使3个钠离子被运出细胞，同时2个钾离子被运入。
跨膜ATP酶需要ATP水解所产生的能量，因为这些酶需要做功：它们逆着热力学上更容易发生的方向来进行物质运输，换句话说，以膜为参照，它们可以将物质从低浓度的一边运送到高浓度的一边。这一过程被称为主动运输。

## ATP合酶
三磷酸腺苷合酶是一类线粒体与叶绿体中的合成酶，它可以利用膜内外质子的浓度差作为能量源，将ADP与磷酸合成为ATP。ATP合酶这一作用正好与ATP酶相反。
同时，ATP合酶也可以催化逆反应，即ATP的水解。因此，从某种意义上来说，ATP合酶也是一类ATP酶。

## 相关人类基因
- 钠／钾离子转运：ATP1A1, ATP1A2, ATP1A3, ATP1A4, ATP1B1, ATP1B2, ATP1B3, ATP1B4
- 钙离子转运：ATP2A1, ATP2A2, ATP2A3, ATP2B1, ATP2B2, ATP2B3, ATP2B4, ATP2C1
- 镁离子转运：ATP3
- 氢／钾离子转运：ATP4A, ATP4B
- 线粒体中的氢离子转运：ATP5A1, ATP5B, ATP5C1, ATP5C2, ATP5D, ATP5E, ATP5F1, ATP5G1, ATP5G2, ATP5G3, ATP5H, ATP5I, ATP5J, ATP5J2, ATP5L, ATP5L2, ATP5O, ATP5S
- 溶酶體中的氢离子转运：ATP6AP1, ATP6AP2, ATP6V1A, ATP6V1B1, ATP6V1B2, ATP6V1C1, ATP6V1C2, ATP6V1D, ATP6V1E1, ATP6V1E2, ATP6V1F, ATP6V1G1, ATP6V1G2, ATP6V1G3, ATP6V1H, ATP6V0A1, ATP6V0A2, ATP6V0A4, ATP6V0B, ATP6V0C, ATP6V0D1, ATP6V0D2, ATP6V0E
- 铜离子转运：ATP7A, ATP7B
- I型，第8类：ATP8A1, ATP8B1, ATP8B2, ATP8B3, ATP8B4
- II型，第9类：ATP9A, ATP9B
- V型，第10类：ATP10A, ATP10B, ATP10D
- VI型，第11类：ATP11A, ATP11B, ATP11C
- 非胃中的氢／钾离子转运：ATP12A
- 第13类：ATP13A1, ATP13A2, ATP13A3, ATP13A4, ATP13A5